# Torpet (Ringsted Kommune)
 For alternative betydninger, se Torpet. (Se også artikler, som begynder med Torpet)
Torpet er en landsby ca.1,75 km vest for Ringsted by, beliggende i Ringsted landsogn, 50 m.o.h.
|  | Denne artikel om lokaliteten Torpet (Ringsted Kommune) kan blive bedre, hvis der indsættes et (bedre) billede. Du kan hjælpe ved at afsøge Wikimedia Commons for et passende billede eller lægge et op på Wikimedia Commons med en af de tilladte licenser og indsætte det i artiklen. |

55°26′36″N 11°45′37″Ø / 55.4433°N 11.7604°Ø